# 젝스 아롱디스망
젝스 아롱디스망(프랑스어: Arrondissement de Gex)은 론알프 레지옹의 앵 데파르트망에 있는 프랑스의 아롱디스망이다. 4개의 캉통과 29개의 코뮌이 있다.

## 행정 구역

### 캉통
젝스 아롱디스망에 속해 있는 캉통은 다음과 같다. 2015년에 개편되었다.
1. 벨가르드쉬르발세린 (일부)
2. 젝스
3. 생주니퓌이
4. 투아리

### 코뮌
젝스 아롱디스망에 속해 있는 코뮌과 INSEE 코드는 다음과 같다.
1. 세시 (01071)
2. 샬렉스 (01078)
3. 슈브리 (01103)
4. 셰제리포랑 (01104)
5. 콜롱주 (01109)
6. 콩포르 (01114)
7. 크로제 (01135)
8. 디본레뱅 (01143)
9. 파르주 (01158)
10. 페르네볼테르 (01160)
11. 젝스 (01173)
12. 그리이 (01180)
13. 랑크랑 (01205)
14. 레아즈 (01209)
15. 렐렉스 (01210)
16. 미주 (01247)
17. 오르넥스 (01281)
18. 푸니 (01308)
19. 프레브생모엥 (01313)
20. 페롱 (01288)
21. 생주니퓌이 (01354)
22. 생장드고니빌 (01360)
23. 소베르니 (01397)
24. 세르지 (01401)
25. 세니 (01399)
26. 투아리 (01419)
27. 베르소넥스 (01435)
28. 브상시 (01436)
29. 에슈느벡스 (01153)